# بازماندگان (فیلم ۱۹۷۲)
بازماندگان یا رهایی (به انگلیسی: Deliverance) فیلمی ۱۱۰ دقیقه‌ای به کارگردانی جان بورمن با بازی جان ویت محصول کشور ایالات متحده آمریکا است.